# Drapeau de Guerrero
 (avril 2024).
Le drapeau de Guerrero comprend les armoiries de la collectivité sur un fond blanc. La proportion entre la largeur et la longueur du drapeau est de quatre à sept.

## Composition et symbolisme

### Couleurs
| Système de couleur | Blanc | Blanc       |
| ------------------ | ----- | ----------- |
| Pantone            |       | 3425c       |
| RGB                |       | 255-255-255 |
| CMYK               |       | 0-0-0-0-0   |
| RGB Hex.           |       | FFFFFF      |